# Crystal City (Missouri)
Crystal City és una població dels Estats Units a l'estat de Missouri. Segons el cens del July 2008 tenia 4.538 habitants.

## Demografia
Segons el cens del 2000, Crystal City tenia 4.247 habitants, 1.622 habitatges, i 1.111 famílies. La densitat de població era de 438,4 habitants per km².
Dels 1.622 habitatges en un 32,2% hi vivien nens de menys de 18 anys, en un 51,2% hi vivien parelles casades, en un 13,8% dones solteres, i en un 31,5% no eren unitats familiars. En el 28,2% dels habitatges hi vivien persones soles el 13,6% de les quals corresponia a persones de 65 anys o més que vivien soles. El nombre mitjà de persones vivint en cada habitatge era de 2,44 i el nombre mitjà de persones que vivien en cada família era de 2,97.
Per edats la població es repartia de la següent manera: un 24% tenia menys de 18 anys, un 8,5% entre 18 i 24, un 25,7% entre 25 i 44, un 21,5% de 45 a 60 i un 20,3% 65 anys o més.
L'edat mediana era de 40 anys. Per cada 100 dones de 18 o més anys hi havia 81,1 homes.
La renda mediana per habitatge era de 36.117 $ i la renda mediana per família de 45.288 $. Els homes tenien una renda mediana de 41.111 $ mentre que les dones 23.750 $. La renda per capita de la població era de 17.816 $. Entorn del 12,6% de les famílies i el 15,2% de la població estaven per davall del llindar de pobresa.

## Poblacions més properes
El següent diagrama mostra les poblacions més properes.